# ليلى العريان
ليلى العريان صحفية إذاعية أمريكية حائزة على جائزة إيمي لشبكة الجزيرة الإعلامية. هي منتجة لسلسلة وثائقية الجزيرة الإنجليزية. شاركت في تأليف «الأضرار الجانبية: حرب أمريكا ضد المدنيين العراقيين» مع كريس هيدجز. وهي متزوجة من الباحث الأمريكي في الدراسات الإسلامية جوناثان إيه سي براون.
أنتجت برنامج الجزيرة الإنجليزية الخاص عن أوراق فلسطين في يناير 2011، وهو برنامج مدته أربعة أيام حول أكبر تسريب دبلوماسي في تاريخ الصراع الإسرائيلي الفلسطيني. وقد أثارت الاهتمام الوطني بعمودها في أرض الوطن الذي وصفه بأنه «أكثر البرامج التلفزيونية تخوفًا من الإسلام». أنتجت العديد من الأفلام الوثائقية، بما في ذلك «حرب الإجهاض» و«بيبودي» - تقرير استقصائي ربح صنع في بنغلاديش. في عام 2013، تحدثت في منظمة نيو أميركا لمناقشة تاريخ وتأثير المراقبة على المجتمعات المستهدفة.
منذ تخرجها من كلية كولومبيا للصحافة في عام 2006، ظهرت أعمال ليلى العريان في مجلة ذا نيشن وذي إندبندنت والغارديان وهافينغتون بوست وموقع صالون والعديد من المنشورات الأخرى. هي ابنة سامي العريان. في 1 أكتوبر 2018، فازت ليلى بجائزة إيمي عن فيلمها ذا بان: التكلفة البشرية لحظر سفر ترامب.

## أعمالها
- عندما يتهم والدك بالإرهاب
- استكشاف جذور «حرب الإجهاض»
- لقد تحدث قدامى المحاربين لدينا
- الحرب الأخرى: العراق فيتس بير شاهد
- أكثر البرامج التلفزيونية معادية للإسلام